# Vítězslav Šmejc
Vítězslav Šmejc (26. listopadu 1905, Železnice (okres Jičín) – 29. července 1982, Praha) byl český spisovatel literatury pro mládež.

## Život

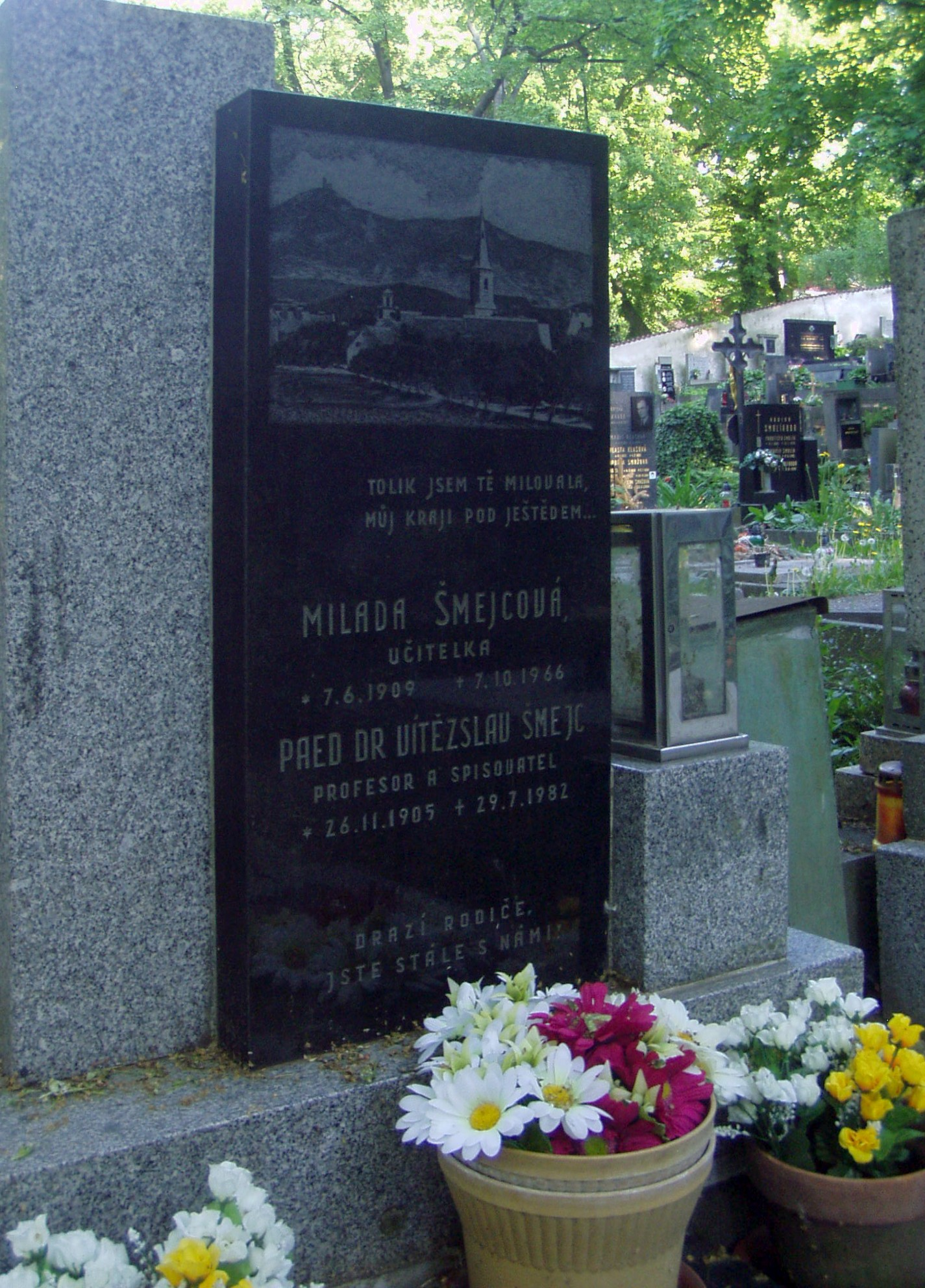
Hrob Vítězslava Šmejce

Jako školák trávil prázdniny v Pertolticích, které ho inspirovaly k napsání knihy Mladí žabáci.
Gymnázium a učitelský ústav vystudoval v Čáslavi. Poté učil na Čáslavsku a Ledečsku.
V Čáslavi žil v ulici Dobrovského (období prozatím neurčeno).
Manželka Milada Šmejcová (1909–1966) byla učitelka.
Je pochován v Praze, na břevnovském hřbitově, spolu s manželkou, oddělení D-11, místo 31 uh.

## Dílo

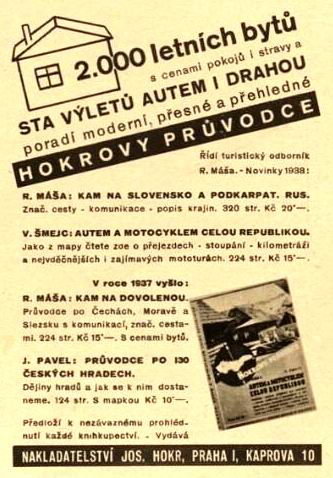
Inzerát naklad. Hokr, Pestrý týden 1938, V. Šmejc: Autem a motocyklem celou republikou

### Časopisecké příspěvky
Vítězslav Šmejc přispíval do časopisů Malý čtenář a Humoristické listy. Sám byl v letech 1938 až 1935 redaktorem časopisu Podoubraví.

### Tygr pana Boška
Nejznámějším dílem Vítězslava Šmejce jsou třídílné příběhy o automobilu Tygr – Tygr pana Boška (o cestování po republice), Tygr jede k moři a Tygr za polárním kruhem (o cestách do zahraničí). Znovu byly příhody Tygra (s ilustracemi Jiřího Trnky, druhý a třetí díl s ilustracemi Jiřího Wowka) vydány v roce 1946. Tygr pana Boška se jako jediný ze Šmejcova díla dočkal ještě novodobého vydání v roce 1995.

### Knižní vydání
- Družina červené stužky (Fr. Hoplíček, V Brně, Vydavatelství odbor Ústř. spolku jednot učitelských, 1935 a Praha, Jaromír Nožička 1948)
- Tom a Mik v Tatrách (s ilustracemi E. Poledníka, V Praze, Jos. Hokr, 1936)
- Trucovna (Ilustroval akademický malíř Frant. Eisenreich, V Brně, Vydavatelský odbor Ústřed. spolku jednot učitelských, 1937)
- Tygr pana Boška (ilustroval Jiří Trnka, Praha, Šolc a Šimáček, 1937 a 1946)
- Autem a motocyklem celou republikou (podrobné cestovní programy pro motoristy s udáním vzdáleností, s upozorněním na přejezdy, stoupání, historické památky, přírodní zajímavosti v oblastech lesních i vodních, vhodných pro camping; určeno i cyklistům, Praha, Jos. Hokr, 1938)
- Cestou za obzor (román, V Praze, Kvasnička a Hampl, 1941)
- Lichnická paní a jiné pověsti (vybral a upravil Vítězslav Šmejc, obrázky nakreslil A. Pospíšil, V Čáslavi, Václav Čepek, 1941)
- Slavičí stezka a jiné pověsti (vybral a upravil Vítězslav Šmejc, obrázky nakreslil A. Pospíšil, V Praze, Školní nakladatelství pro Čechy a Moravu, 1941)
- Tygr jede k moři (ilustroval Jiří Trnka, Praha, Šolc a Šimáček, 1941 a 1946)
- Tygr za polárním kruhem (obrázky podle I. a II. dílu zhotovil Jiří Wowk, Praha, Šolc a Šimáček, 1941 a 1946)
- Kluci žabáci(povídka pro hochy, Praha, Gustav Voleský, 1942 a Jaromír Nožička 1948)
- Šibal Kacafírek a jiné pověsti (Vybral a upravil Vítězslav Šmejc, obrázky v textu i na obálce Antonín Pospíšil, V Čáslavi, Václav Čepek, 1942)
- Toulky Jana samotáře a jiné povídky (obrázky v textu i na obálce Antonín Pospíšil, V Čáslavi, Václav Čepek, 1944)
- Vodníkova tůň a jiné povídky (obrázky v textu i na obálce Antonín Pospíšil, V Čáslavi, Václav Čepek, 1944)
- Čáp Šotek a jiné pověsti (Vybral a upravil Vítězslav Šmejc , obrázky a obálka Antonín Pospíšil, V Čáslavi, Václav Čepek, 1945)
- Zlatá sova a jiné pověsti (vybral a upravil Vítězslav Šmejc, obrázky a obálka Antonín Pospíšil, V Čáslavi, Václav Čepek, 1945)
- Černá kniha (Obálka a kresby Bohumíra Čermáka, V Praze, Jaroslav Salivar, 1946)
- Čarovné květy I. a II. (Ze sbírek K. J. Erbena, Sv. Čecha, M. Mikšíčka, B. M. Kuldy, B. Němcové, V. Říhy, V. B. Třebízského i z motivů pohádek umělých, vybral a upravil Vítězslav Šmejc, Ilustroval Stanislav Šulc, Zlín, Tisk, 1947)
- Nejhezčí pohádky Boženy Němcové (Obrázky kreslila Divica Landrová, vybral a upravil Vítězslav Šmejc, Brno, Komenium, učitelské nakladatelství, 1947 a 1948)
- Slavičí stezka a jiné pověsti (Obálku a obrázky nakreslil A. Pospíšil, V Praze, Státní nakladatelství, 1947)
- Pohádky slovanských luhů (Karel Jaromír Erben, vybral a upravil Vítězslav Šmejc, ilustrovala Divica Landrová, Brno, Komenium, 1948)
- Zapomenutá píseň (il. O. D. Latanov, Praha, Jaromír Nožička, 1948)
- Tygr pana Boška (ilustr. Jiří Trnka, graf. úprava Václav Jedlička, Vimperk, Papyrus a Rudná u Prahy, JEVA, 1995)

## Zajímavosti
- Trilogie Tygr pana Boška, Tygr jede k moři a Tygr za polárním kruhem byla inspirována automobilistickými cestami majitele čáslavských strojíren Bedřicha Grunda.[7]

- Při návštěvě rodné Čáslavi označil Miloš Forman Šmejcovy knihy o automobilu Tygr za svou nejmilejší dětskou četbu.[8]